# Rovegno
Rovegno é uma comuna italiana da região da Ligúria, província de Génova, com cerca de 558 habitantes. Estende-se por uma área de 45 km², tendo uma densidade populacional de 12 hab/km². Faz fronteira com Fascia, Fontanigorda, Gorreto, Ottone (PC), Rezzoaglio.

## Demografia
| Variação demográfica do município entre 1861 e 2011                               |
|                                                                                   |
| Fonte: Istituto Nazionale di Statistica (ISTAT) - Elaboração gráfica da Wikipedia |